# Grand Prix Itálie 2015
Grand Prix Itálie 2015 (oficiálně Formula 1 Gran Premio d'Italia 2015) se jela na okruhu Autodromo Nazionale Monza v Monze v Itálii dne 6. září 2015. Závod byl dvanáctým v pořadí v sezóně 2015 šampionátu Formule 1.

## Kvalifikace
| Poř.                       | No. | Jezdec           | Konstruktér             | Časy v kvalifikaci | Časy v kvalifikaci | Časy v kvalifikaci | Pořadí na startu |
| Poř.                       | No. | Jezdec           | Konstruktér             | Q1                 | Q2                 | Q3                 | Pořadí na startu |
| -------------------------- | --- | ---------------- | ----------------------- | ------------------ | ------------------ | ------------------ | ---------------- |
| 1                          | 44  | Lewis Hamilton   | Mercedes                | 1:24.251           | 1:23.383           | 1:23.397           | 1                |
| 2                          | 7   | Kimi Räikkönen   | Ferrari                 | 1:24.662           | 1:23.757           | 1:23.631           | 2                |
| 3                          | 5   | Sebastian Vettel | Ferrari                 | 1:24.989           | 1:23.577           | 1:23.685           | 3                |
| 4                          | 6   | Nico Rosberg     | Mercedes                | 1:24.609           | 1:23.864           | 1:23.703           | 4                |
| 5                          | 19  | Felipe Massa     | Williams-Mercedes       | 1:25.184           | 1:23.983           | 1:23.940           | 5                |
| 6                          | 77  | Valtteri Bottas  | Williams-Mercedes       | 1:24.979           | 1:24.313           | 1:24.127           | 6                |
| 7                          | 11  | Sergio Pérez     | Force India-Mercedes    | 1:24.801           | 1:24.379           | 1:24.626           | 7                |
| 8                          | 8   | Romain Grosjean  | Lotus-Mercedes          | 1:25.144           | 1:24.448           | 1:25.054           | 8                |
| 9                          | 27  | Nico Hülkenberg  | Force India-Mercedes    | 1:24.937           | 1:24.510           | 1:25.317           | 9                |
| 10                         | 9   | Marcus Ericsson  | Sauber-Ferrari          | 1:25.122           | 1:24.457           | 1:26.214           | 12               |
| 11                         | 13  | Pastor Maldonado | Lotus-Mercedes          | 1:25.429           | 1:24.525           |                    | 10               |
| 12                         | 12  | Felipe Nasr      | Sauber-Ferrari          | 1:25.121           | 1:24.898           |                    | 11               |
| 13                         | 55  | Carlos Sainz Jr. | Toro Rosso-Renault      | 1:25.410           | 1:25.618           |                    | 17               |
| 14                         | 26  | Daniil Kvjat     | Red Bull Racing-Renault | 1:25.742           | 1:25.796           |                    | 18               |
| 15                         | 3   | Daniel Ricciardo | Red Bull Racing-Renault | 1:25.633           | Bez času           |                    | 19               |
| 16                         | 22  | Jenson Button    | McLaren-Honda           | 1:26.058           |                    |                    | 15               |
| 17                         | 14  | Fernando Alonso  | McLaren-Honda           | 1:26.154           |                    |                    | 16               |
| 18                         | 28  | Will Stevens     | MRT-Ferrari             | 1:27.731           |                    |                    | 13               |
| 19                         | 98  | Roberto Merhi    | MRT-Ferrari             | 1:27.912           |                    |                    | 14               |
| 107% času vítěze: 1:30.148 |     |                  |                         |                    |                    |                    |                  |
| —                          | 33  | Max Verstappen   | Toro Rosso-Renault      | Bez času           |                    |                    | 20               |
| Zdroj:                     |     |                  |                         |                    |                    |                    |                  |

Poznámky
1. ↑  Marcus Ericsson obdržel trest posunu o 3 místa vzad za blokování Nico Hülkenberga.
2. ↑  Carlos Sainz Jr. obdržel trest posunu o 35 míst vzad za překročení počtu povolených pohonných jednotek.
3. ↑  Daniil Kvjat obdržel trest posunu o 35 míst vzad za překročení počtu povolených pohonných jednotek.
4. ↑  Daniel Ricciardo obdržel trest posunu o 50 míst vzad za překročení počtu povolených pohonných jednotek.
5. ↑  Jenson Button obdržel trest posunu o 5 míst vzad za překročení počtu ICU.
6. ↑  Fernando Alonso obdržel trest posunu o 10 míst vzad za překročení počtu ICU.
7. ↑  Max Verstappen nezaznamenal čas, kterým by se kvalifikoval ve 107 % času vítěze. Start mu byl povolen sportovními komisaři. Zároveň obdržel trest posunu o 30 míst vzad za překročení počtu povolených pohonných jednotek.

## Závod
| Poř.   | No. | Jezdec           | Konstruktér             | Počet kol | Čas/Odstoupení      | Pořadí na startu | Body |
| ------ | --- | ---------------- | ----------------------- | --------- | ------------------- | ---------------- | ---- |
| 1      | 44  | Lewis Hamilton   | Mercedes                | 53        | 1:18:00.688         | 1                | 25   |
| 2      | 5   | Sebastian Vettel | Ferrari                 | 53        | +25.042             | 3                | 18   |
| 3      | 19  | Felipe Massa     | Williams-Mercedes       | 53        | +47.635             | 5                | 15   |
| 4      | 77  | Valtteri Bottas  | Williams-Mercedes       | 53        | +47.996             | 6                | 12   |
| 5      | 7   | Kimi Räikkönen   | Ferrari                 | 53        | +1:08.860           | 2                | 10   |
| 6      | 11  | Sergio Pérez     | Force India-Mercedes    | 53        | +1:12.783           | 7                | 8    |
| 7      | 27  | Nico Hülkenberg  | Force India-Mercedes    | 52        | +1 kolo             | 9                | 6    |
| 8      | 3   | Daniel Ricciardo | Red Bull Racing-Renault | 52        | +1 kolo             | 19               | 4    |
| 9      | 9   | Marcus Ericsson  | Sauber-Ferrari          | 52        | +1 kolo             | 12               | 2    |
| 10     | 26  | Daniil Kvjat     | Red Bull Racing-Renault | 52        | +1 kolo             | 18               | 1    |
| 11     | 55  | Carlos Sainz Jr. | Toro Rosso-Renault      | 52        | +1 kolo             | 17               |      |
| 12     | 33  | Max Verstappen   | Toro Rosso-Renault      | 52        | +1 kolo             | 20               |      |
| 13     | 12  | Felipe Nasr      | Sauber-Ferrari          | 52        | +1 kolo             | 11               |      |
| 14     | 22  | Jenson Button    | McLaren-Honda           | 52        | +1 kolo             | 15               |      |
| 15     | 28  | Will Stevens     | MRT-Ferrari             | 51        | +2 kola             | 13               |      |
| 16     | 98  | Roberto Merhi    | MRT-Ferrari             | 51        | +2 kola             | 14               |      |
| 17     | 6   | Nico Rosberg     | Mercedes                | 50        | Motor               | 4                |      |
| 18     | 14  | Fernando Alonso  | McLaren-Honda           | 47        | Elektronika         | 16               |      |
| Ret    | 8   | Romain Grosjean  | Lotus-Mercedes          | 1         | Poškození po kolizi | 8                |      |
| Ret    | 13  | Pastor Maldonado | Lotus-Mercedes          | 1         | Poškození po kolizi | 10               |      |
| Zdroj: |     |                  |                         |           |                     |                  |      |

Poznámky
1. 1 2  Nico Rosberg a Fernando Alonso odstoupili ze závodu, ale byl klasifikován, protože odjel více než 90 % délky závodu.

## Průběžné pořadí po závodě
Pohár jezdců
|   | Pořadí | Jezdec           | Body |
| - | ------ | ---------------- | ---- |
|   | 1      | Lewis Hamilton   | 252  |
|   | 2      | Nico Rosberg     | 199  |
|   | 3      | Sebastian Vettel | 178  |
| 1 | 4      | Felipe Massa     | 97   |
| 1 | 5      | Kimi Räikkönen   | 92   |

Pohár konstruktérů
|   | Pořadí | Konstruktér             | Body |
| - | ------ | ----------------------- | ---- |
|   | 1      | Mercedes                | 451  |
|   | 2      | Ferrari                 | 270  |
|   | 3      | Williams-Mercedes       | 188  |
|   | 4      | Red Bull Racing-Renault | 113  |
| 1 | 5      | Force India-Mercedes    | 63   |